# Nicola de Angelis

Bischofswappen von Nicola De Angelis

Nicola de Angelis CFIC (* 23. Januar 1939 in Pozzaglia Sabina; † 16. Juni 2023 in Montefiascone) war ein italienischer Ordensgeistlicher und römisch-katholischer Bischof von Peterborough in Kanada.

## Leben
Nicola de Angelis trat der Ordensgemeinschaft der Konzeptionisten bei und empfing am 6. Dezember 1970 die Priesterweihe.
Papst Johannes Paul II. ernannte ihn am 27. April 1992 zum Weihbischof in Toronto und Titularbischof von Remesiana. Der Erzbischof von Toronto, Aloysius Matthew Ambrozic, spendete ihm am 24. Juni desselben Jahres die Bischofsweihe; Mitkonsekratoren waren Leonard James Wall, Erzbischof von Winnipeg, und Thomas Benjamin Fulton, Bischof von Saint Catharines. Sein bischöflicher Wahlspruch war „Unum estis in Christo“.
Am 28. Dezember 2002 wurde er zum Bischof von Peterborough ernannt.
Papst Franziskus nahm am 8. April 2014 seinen altersbedingten Rücktritt an.

## Einzelnachweis
1. ↑  Joelle Kovach: Former Peterborough bishop Nicola De Angelis remembered. In: thestar.com. 16. Juni 2023, abgerufen am 16. Juni 2023 (englisch).

| Vorgänger           | Amt                                | Nachfolger                 |
| ------------------- | ---------------------------------- | -------------------------- |
| James Leonard Doyle | Bischof von Peterborough 2002–2014 | William Terrence McGrattan |

| Personendaten    | Personendaten                                                                  |
| ---------------- | ------------------------------------------------------------------------------ |
| NAME             | De Angelis, Nicola                                                             |
| ALTERNATIVNAMEN  | de Angelis, Nicola                                                             |
| KURZBESCHREIBUNG | italienischer Ordensgeistlicher, römisch-katholischer Bischof von Peterborough |
| GEBURTSDATUM     | 23. Januar 1939                                                                |
| GEBURTSORT       | Pozzaglia Sabino, Italien                                                      |
| STERBEDATUM      | 16. Juni 2023                                                                  |
| STERBEORT        | Montefiascone, Italien                                                         |